# レイモンド・ルージョー
レイモンド・ルージョー（Raymond Rougeau、1955年2月18日 - ）は、フランス系カナダ人の元プロレスラー。ケベック州サン＝シュルピス出身。
モントリオール地区の英雄的存在だったルージョー・ファミリーの一員で、父親のジャック・ルージョー・シニアと弟のジャック・ルージョー・ジュニアも元プロレスラーである。1980年代後半のWWFにおけるジャック・ジュニアとの兄弟タッグチーム、ファビュラス・ルージョー・ブラザーズ（The Fabulous Rougeau Brothers）での活躍で知られる。

## 来歴
父ジャック・ルージョー・シニアのトレーニングを受け、1971年に16歳でデビュー。伯父のジョニー・ルージョーが主宰していたモントリオールのIWAを活動拠点に、1972年7月にはドン・セラノから同地区認定のインターナショナル・ジュニアヘビー級王座を奪取。アメリカ北東部のNWFにも出場しており、1973年5月5日にはトーナメントの決勝でハートフォード・ラブを破り、NWF世界ジュニアヘビー級王座の初代チャンピオンに認定された。
1975年8月、ジャック・ルージョー・シニアと共に新日本プロレスに来日。同時参加していたジョニー・パワーズやハリウッド・ブロンズ（ジェリー・ブラウン&バディ・ロバーツ）のパートナーにも起用され、当時20歳でキャリア4年でありながら、アントニオ猪木、坂口征二、ストロング小林ら主力勢ともタッグマッチで対戦した。
1970年代後半はアメリカ南部のNWAジョージア地区（ジム・バーネット主宰のジョージア・チャンピオンシップ・レスリング）で活動、1977年にはWWWFヘビー級王座獲得前のボブ・バックランドや無名時代のランディ・サベージとも度々対戦している。以降も1979年まで若手のベビーフェイスとしてジョージアに定着、モンゴリアン・ストンパー、アブドーラ・ザ・ブッチャー、ジン・アンダーソン、オレイ・アンダーソン、スタン・ハンセン、マスクド・スーパースター、ブラックジャック・ランザなど、ヒールのメインイベンターのジョブ・ボーイを務めた。
1980年より古巣のモントリオールに戻り、ジノ・ブリットやディノ・ブラボーが運営していたインターナショナル・レスリング（Lutte Internationale）にて活動。同年6月20日にパット・パターソンと組み、ジル・ポワソン&サージ・デュモンからカナディアン・インターナショナル・タッグ王座を奪取。以降もパターソンや弟のジャック・ルージョー・ジュニアをパートナーに、ミシェル・デュボア、ビル・ロビンソン、フレンチ・マーチン、セーラー・ホワイト、キング・トンガらのチームと同タッグ王座を争い、1985年にかけて通算7回に渡って戴冠した。
1986年2月、ジャック・ジュニアと共にWWFに移籍。モントリオール時代と同様にベビーフェイスの兄弟タッグチームとして、ヒール時代のハート・ファウンデーション（ブレット・ハート&ジム・ナイドハート）やジョニー・バリアント率いるドリーム・チーム（グレッグ・バレンタイン&ブルータス・ビーフケーキ）と抗争したが、1988年下期よりジミー・ハートをマネージャーに迎えてヒールターンを決行。アメリカを小馬鹿にする嫌味なフレンチ・カナディアンのキャラクターを演じ、ブリティッシュ・ブルドッグス（ダイナマイト・キッド&デイビーボーイ・スミス）、ザ・ロッカーズ（マーティ・ジャネッティ&ショーン・マイケルズ）、ザ・ブッシュワッカーズ（ブッチ・ミラー&ルーク・ウィリアムス）などのチームと抗争を繰り広げた。1990年12月には、当時WWFと提携していたSWSに参戦、15年ぶりの来日を果たした。
ルージョー・ブラザーズ解散後は現役を引退して、WWFのフランス語実況におけるカラー・コメンテーターを2002年まで担当。選手としても時折リングに上がり、1999年から2003年にかけてはジャック・ジュニアが主催したモントリオールでの興行 "Lutte 2000" に継続出場した。

## 得意技
- ケベック・クラブ
- スリーパー・ホールド

## 獲得タイトル
インターナショナル・レスリング・アソシエーション（モントリオール）
- IWAインターナショナル・ジュニアヘビー級王座：1回[3]

ナショナル・レスリング・フェデレーション
- NWF世界ジュニアヘビー級王座：1回[4]

インターナショナル・レスリング
- カナディアン・インターナショナル・タッグ王座：7回（w / パット・パターソン×2、ジャック・ルージョー・ジュニア×5）[10]